# Extraliga ragby XV 2013/2014
Extraliga ragby XV 2013/2014 byla nejvyšší ragbyovou soutěží v Česku na podzim 2013 a na jaře 2014. Sezóna byla  zakončená finále playoff 14. června 2014. Vítězem se stala RC Praga Praha.

## Základní údaje o startujících
- Praha:
  - RC Slavia Praha
  - RC Sparta Praha
  - RC Praga Praha
  - RC Tatra Smíchov
- Středočeský kraj:
  - RC Mountfield Říčany
- Jihomoravský kraj:
  - RC Dragon Brno
  - RC Bystrc
  - JIMI RC Vyškov

### Hřiště
| Klub                 | Založen | Název hřiště              | od roku |
| -------------------- | ------- | ------------------------- | ------- |
| RC Slavia Praha      | 1927    | Sportovní areál SK Slávia | 2006    |
| RC Sparta Praha      | 1928    | Na Podvinném mlýně        | 1982    |
| RC Mountfield Říčany | 1944    | Stadion J. Kohouta        | 1945    |
| RC Praga Praha       | 1944    | Ragbyové hřiště RC Praga  | 1955    |
| RC Dragon Brno       | 1946    | Ragbyové hřiště RC Dragon | 1998    |
| JIMI RC Vyškov       | 1952    | Areál Jana Navrátila      | 1957    |
| RC Bystrc            | 1953    | Areál Ondřeje Sekory      | 1976    |
| RC Tatra Smíchov     | 1959    | FCC rugby arena           | 1973    |

## 1. fáze – Základní část
- Období: 7.9.2013 – 24.5.2014

| Poř. | Tým                  | Z  | V  | R | P  | CB      | 4P | -7 | B* |
| ---- | -------------------- | -- | -- | - | -- | ------- | -- | -- | -- |
| 1.   | RC Praga Praha       | 14 | 12 | 1 | 1  | 473–141 | 10 | 0  | 60 |
| 2.   | RC Sparta Praha      | 14 | 10 | 0 | 4  | 523–201 | 8  | 1  | 49 |
| 3.   | RC Slavia Praha      | 14 | 9  | 0 | 5  | 312–284 | 7  | 1  | 44 |
| 4.   | RC Mountfield Říčany | 14 | 8  | 0 | 6  | 326–319 | 6  | 2  | 40 |
| 5.   | RC Tatra Smíchov     | 14 | 7  | 1 | 6  | 326–209 | 8  | 0  | 38 |
| 6.   | JIMI RC Vyškov       | 14 | 7  | 0 | 7  | 316–325 | 5  | 0  | 33 |
| 7.   | RC Dragon Brno       | 14 | 1  | 0 | 13 | 189–433 | 0  | 4  | 8  |
| 8.   | RC Bystrc            | 14 | 1  | 0 | 13 | 143–696 | 2  | 1  | 7  |

### Křížová tabulka základní části
Týmy jsou seřazeny podle umístění v minulé sezóně.
| Domácí \ Hosté | TAT   | PRG   | DRG   | SPA   | SLA   | ŘÍČ   | VYŠ   | BYS   |
| Tatra          |       | 16–16 | 33–0  | 24–34 | 12–20 | 34–3  | 43–10 | 34–12 |
| Praga          | 28–10 |       | 53–5  | 29–12 | 16–5  | 62–0  | 34–14 | 34–3  |
| Dragon         | 8–34  | 19–41 |       | 13–28 | 22–29 | 10–38 | 21–28 | 15–17 |
| Sparta         | 38–3  | 28–13 | 19–17 |       | 20–22 | 33–0  | 17–37 | 105–0 |
| Slavia         | 7–31  | 7–41  | 33–12 | 8–31  |       | 19–20 | 32–3  | 41–12 |
| Říčany         | 16–5  | 3–18  | 36–22 | 25–13 | 27–34 |       | 43–7  | 66–24 |
| Vyškov         | 17–5  | 12–38 | 37–5  | 10–31 | 15–29 | 16–10 |       | 63–0  |
| Bystrc         | 0–42  | 7–50  | 7–20  | 0–114 | 22–26 | 22–39 | 17–47 |       |

Aktualizováno po zápasech hraných 24. května 2014
Zdroj: 

Vysvětlivky
1. ↑  Domácí tým je uveden v levém sloupci

Barvy: Modrá = výhra domácích; Žlutá = remíza; Červená = výhra hostů

- 1. kolo, 2. kolo, 3. kolo, 4. kolo, 5. kolo, 6. kolo, 7. kolo, 8. kolo, 9. kolo, 10. kolo, 11. kolo, 12. kolo, 13. kolo, 14. kolo,

## 2. fáze – Playoff

### Pavouk
|  | Semifinále | Semifinále           | Semifinále |  |  | Finále | Finále          | Finále |
|  |            |                      |            |  |  |        |                 |        |
|  | 1          | RC Praga Praha       | 35         |  |  |        |                 |        |
|  | 4          | RC Mountfield Říčany | 6          |  |  |        |                 |        |
|  |            |                      |            |  |  | 1      | RC Praga Praha  | 23     |
|  |            |                      |            |  |  | 2      | RC Sparta Praha | 10     |
|  | 2          | RC Sparta Praha      | 44         |  |  |        |                 |        |
|  | 3          | RC Slavia Praha      | 12         |  |  |        |                 |        |

#### Semifinále
| 7. června 2014 15:00 SELČ | RC Praga Praha | 35 – 6      | RC Mountfield Říčany          | Ragbyové hřiště RC Praga, Praha Diváci: 95 446 Rozhodčí: Matěj Rázga |
| 7. června 2014 15:00 SELČ | Pětky: P. Hodan 8' k P. Syrový 39' k K. Jung 44' k M. Boháč 54' k V. Zelenka 75' k Kopy po pětce: P. Čížek 8', 39', 44', 54', 75' | zápis video | Trestné kopy: T. Vrba 2', 43' | Ragbyové hřiště RC Praga, Praha Diváci: 95 446 Rozhodčí: Matěj Rázga |

| 7. června 2014 13:00 SELČ | RC Sparta Praha | 44 – 12     | RC Slavia Praha                                                     | Na Podvinném mlýně, Praha Diváci: 76 347 Rozhodčí: Jaroslav Bednařík |
| 7. června 2014 13:00 SELČ | Pětky: M. Schneider (2) 20' n, 24' k V. Pajilodze 33' k J. Benda 27' n I. Sulamanidze 42' k M. Loutocký 80' k Kopy po pětce: P. Vokrouhlík 24', 33', 42', 80' Trestné kopy: P. Vokrouhlík 14' Drop góly: A. Brabec 40' | zápis video | Pětky: F. Merxbauer 47' k P. Šíma 74' n Kopy po pětce: J. Kolář 47' | Na Podvinném mlýně, Praha Diváci: 76 347 Rozhodčí: Jaroslav Bednařík |

#### Finále
| 14. června 2014 14:00 SELČ | RC Praga Praha                                                                                        | 23 – 10     | RC Sparta Praha                                                                             | Ragbyové hřiště RC Praga, Praha Diváci: 133 084 Rozhodčí: Tomáš Tůma |
| 14. června 2014 14:00 SELČ | Pětky: J. Frank (2) 38' k, 43' k Kopy po pětce: P. Čížek 38', 43' Trestné kopy: P. Čížek 9', 59', 70' | zápis video | Pětky: P. Vokrouhlík 25' k Kopy po pětce: P. Vokrouhlík 25' Trestné kopy: P. Vokrouhlík 16' | Ragbyové hřiště RC Praga, Praha Diváci: 133 084 Rozhodčí: Tomáš Tůma |

## Konečné pořadí
| Pořadí           | Tým                  |
| ---------------- | -------------------- |
| Zlatá medaile    | RC Praga Praha       |
| Stříbrná medaile | RC Sparta Praha      |
| 3.               | RC Slavia Praha      |
| 4.               | RC Mountfield Říčany |
| 5.               | RC Tatra Smíchov     |
| 6.               | JIMI RC Vyškov       |
| 7.               | RC Dragon Brno       |
| 8.               | RC Bystrc            |

V tabulce níže jsou uvedení pouze ragbisté a trenéři zapsaní na soupiskách v playoff:
| Umístění         | Mužstvo         | Hráči |
| ---------------- | --------------- | --- |
| Zlatá medaile    | RC Praga Praha  | Rojníci: Tomáš Matras • Michal Novák ml. • Petr Kalina • Tomáš Holovský • Robert Voves • Radim Backa • Jiří Frank • Martin Boháč • Václav Zelenka • Jan Jung • Miroslav Beran • Miroslav Kulhánek Spojky: Pavel Syrový • Petr Čížek – Útočníci: Tomáš Forst • Karel Jung • Pavel Hodan • Filip Fuchs • Jakub Žalud • Jakub Fuchs • Jan Chupík • Marek Louda Trenéři: Eduard Krützner ml. • Josef Fišer                           |
| Stříbrná medaile | RC Sparta Praha | Rojníci: Jiří Skall ml. • Pavel Zachariáš • Jan Benda • Michal Křižánek • Vojtěch Tlapák • Dan Chmelík • Vojtěch Hruška • Marek Loutocký • Richard Palm • Martin Rezek • Josef Štandera • Jan Páv Spojky: Vachtang Pajilodze • Antonín Brabec Útočníci: Lopeti Toia • Pavel Vokrouhlík – • Irakli Sulamanidze • Luboš Jindra • Martin Schneider • Jan Havlíček • Tomáš Chadim • Lukáš Černý Trenéři: Antonín Brabec • Jan Kobián |

## 1. liga 2013/14
Konečná tabulka druhé nejvyšší soutěže o postup do Extraligy 2014/15.
- Období: 8.9.2013 – 25.5.2014

| Poř. | Tým                     | Z  | V  | R | P  | CB      | 4P | -7 | B* |
| ---- | ----------------------- | -- | -- | - | -- | ------- | -- | -- | -- |
| 1.   | TJ Sokol Mariánské Hory | 14 | 13 | 0 | 1  | 714–158 | 11 | 0  | 63 |
| 2.   | RC Havířov              | 14 | 12 | 0 | 2  | 552–160 | 11 | 1  | 60 |
| 3.   | RK Petrovice            | 14 | 10 | 0 | 4  | 495–307 | 9  | 0  | 49 |
| 4.   | RC Přelouč              | 14 | 9  | 0 | 5  | 466–264 | 9  | 2  | 47 |
| 5.   | RC Zlín                 | 14 | 5  | 0 | 9  | 260–501 | 4  | 0  | 24 |
| 6.   | RC Olomouc              | 14 | 3  | 1 | 10 | 231–539 | 4  | 0  | 18 |
| 7.   | 1. RC Slovan Bratislava | 14 | 3  | 0 | 11 | 175–554 | 3  | 1  | 16 |
| 8.   | ARC Iuridica Praha      | 14 | 0  | 1 | 13 | 172–582 | 0  | 1  | 3  |

Do Extraligy 2014/15 postoupil tým TJ Sokol Mariánské Hory a do baráže s týmem RC Dragon Brno postoupil tým RC Havířov.

## Baráž o Extraligu 2014/15
K baráži mezi týmy RC Dragon Brno a RC Havířov nedošlo. RC Havířov se po zhodnocení své situace baráže vzdal. V Extralize se udržel tým RC Dragon Brno.